# Zbiornik wodny Šance
Zbiornik wodny Šance (czes. Vodní nádrž Šance) – zbiornik zaporowy na terenie gminy Stare Hamry, we wschodnich Czechach. Powstał po przegrodzeniu równoimienną zaporą górnego biegu rzeki Ostrawica.

## Położenie
Zbiornik położony jest w Beskidzie Morawsko-Śląskim, około 25 km na południe od miasta Frydek-Mistek.
Wypełnia głęboką dolinę opadającą ku północy, ograniczoną od wschodu pasmem Łysej Góry, a od zachodu ramieniem Smreka. Do zbiornika, poza samą Ostrawicą, uchodzi szereg drobnych cieków wodnych, z których największymi są Řečice (od wschodu) i Velký potok (od zachodu). Wzdłuż zachodniego brzegu zbiornika biegnie droga nr 56 z Frydka-Mistka na przełęcz Hlavatá (715 m n.p.m.).

## Historia
Zbiornik został wybudowany wraz z zaporą w latach 1964–1971. Nazwa pochodzi od nazwy wzniesienia Šance (576 m n.p.m.), wyrastającego z zachodniego (lewego) zbocza doliny niedaleko lewego przyczółka zapory, ta zaś nawiązuje do XVI- lub XVII-wiecznych szańców obronnych, budowanych tu w obawie przed najazdami od strony Węgier.

## Przeznaczenie
Głównym powodem takiego uregulowania rzeki była chęć ograniczenia zagrożenia powodziowego w dorzeczu górnej Odry. Obecnie obiekt służy także jako zbiornik wody pitnej dla aglomeracji ostrawskiej, w związku z czym objęty jest on w całości strefą ochrony sanitarnej. Kąpiel w nim oraz uprawianie sportów wodnych są zabronione.

## Charakterystyka zbiornika
Długość zbiornika wynosi ok. 7,6 km, maksymalna szerokość 0,6 km. jego powierzchnia - 335 ha, maksymalna głębokość - 55 m. Maksymalny poziom lustra wody w zbiorniku to 506,9 m n.p.m., a poziom minimalny - 469,7 m n.p.m. Całkowita objętość zbiornika wynosi 61,8 mln m³ (stała: 2,5 mln m³). Powierzchnia dorzecza zbiornika wynosi 146,4 km².

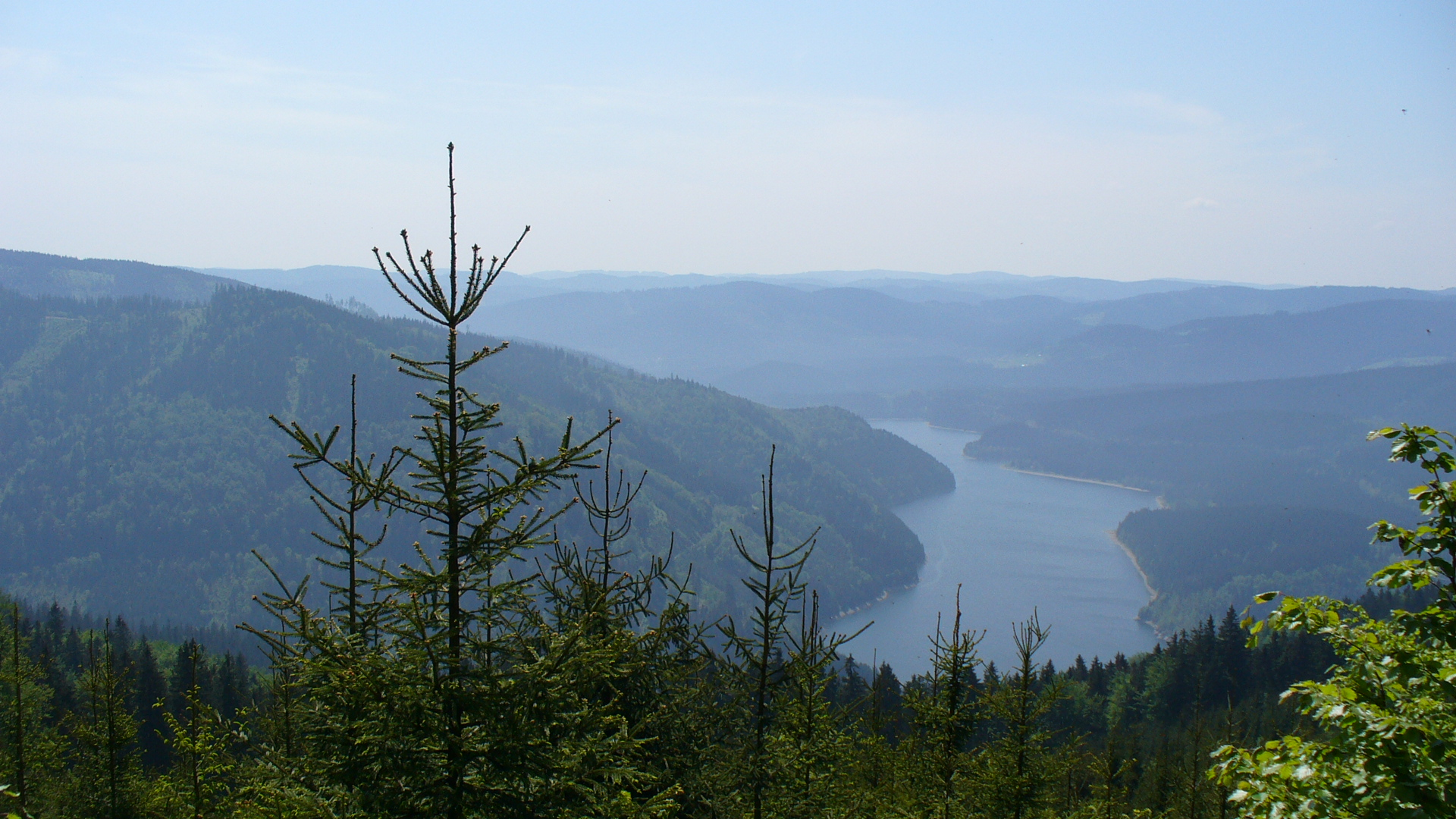
Widok ze szlaku prowadzącego na Łysą Górę
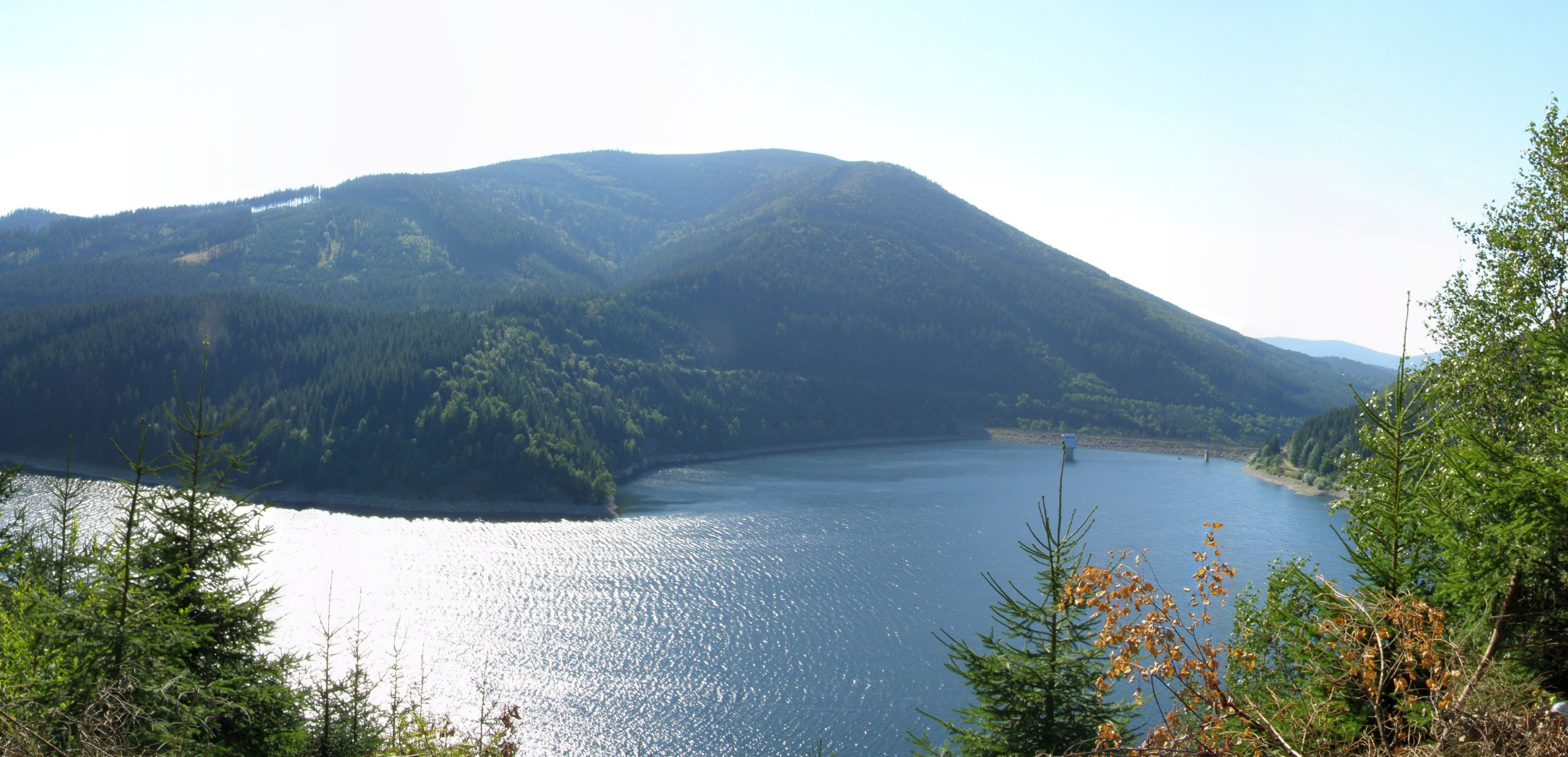
Widok z południowego wschodu
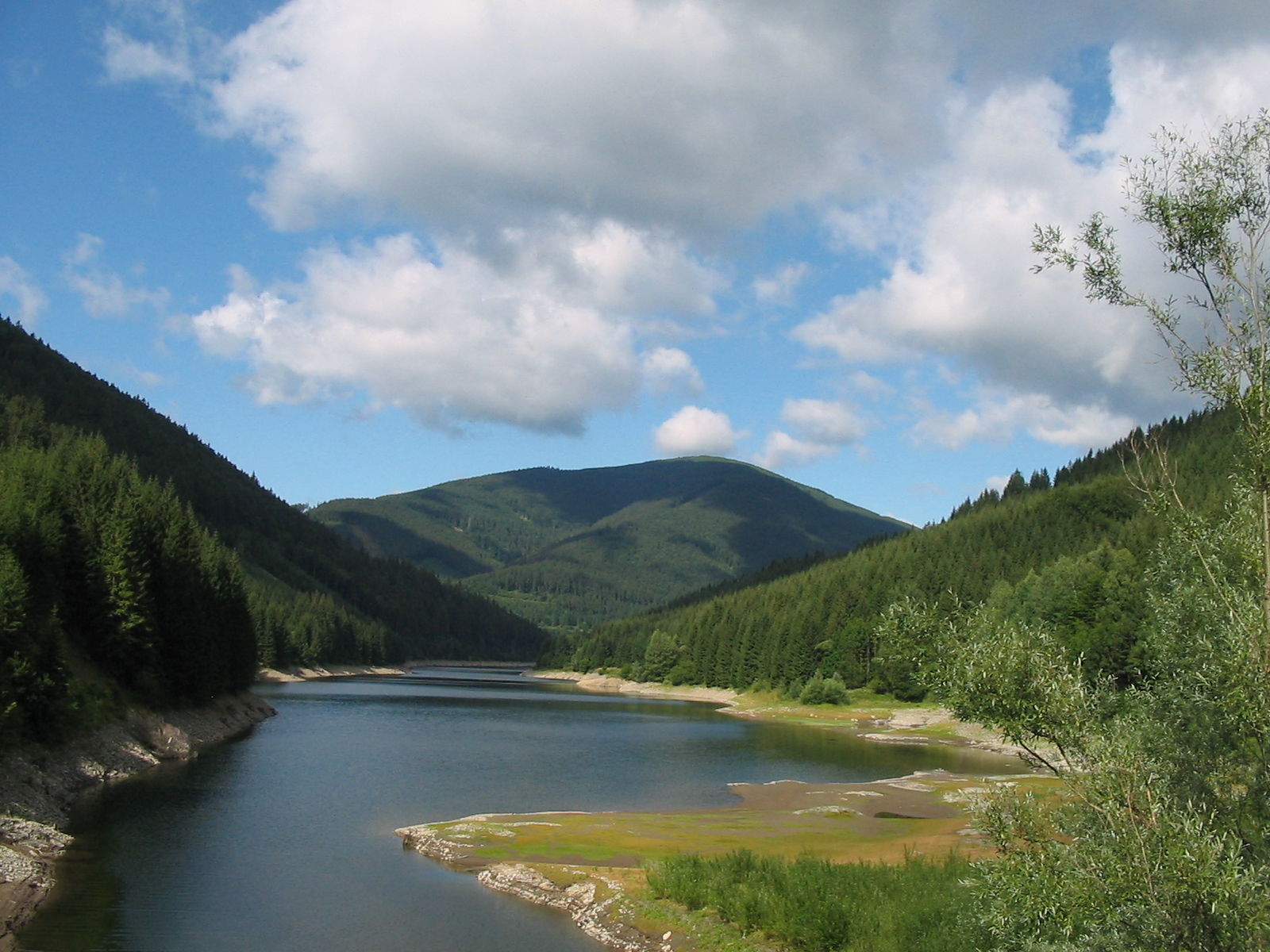
Widok na pobliski szczyt Šance (576 m n.p.m.)
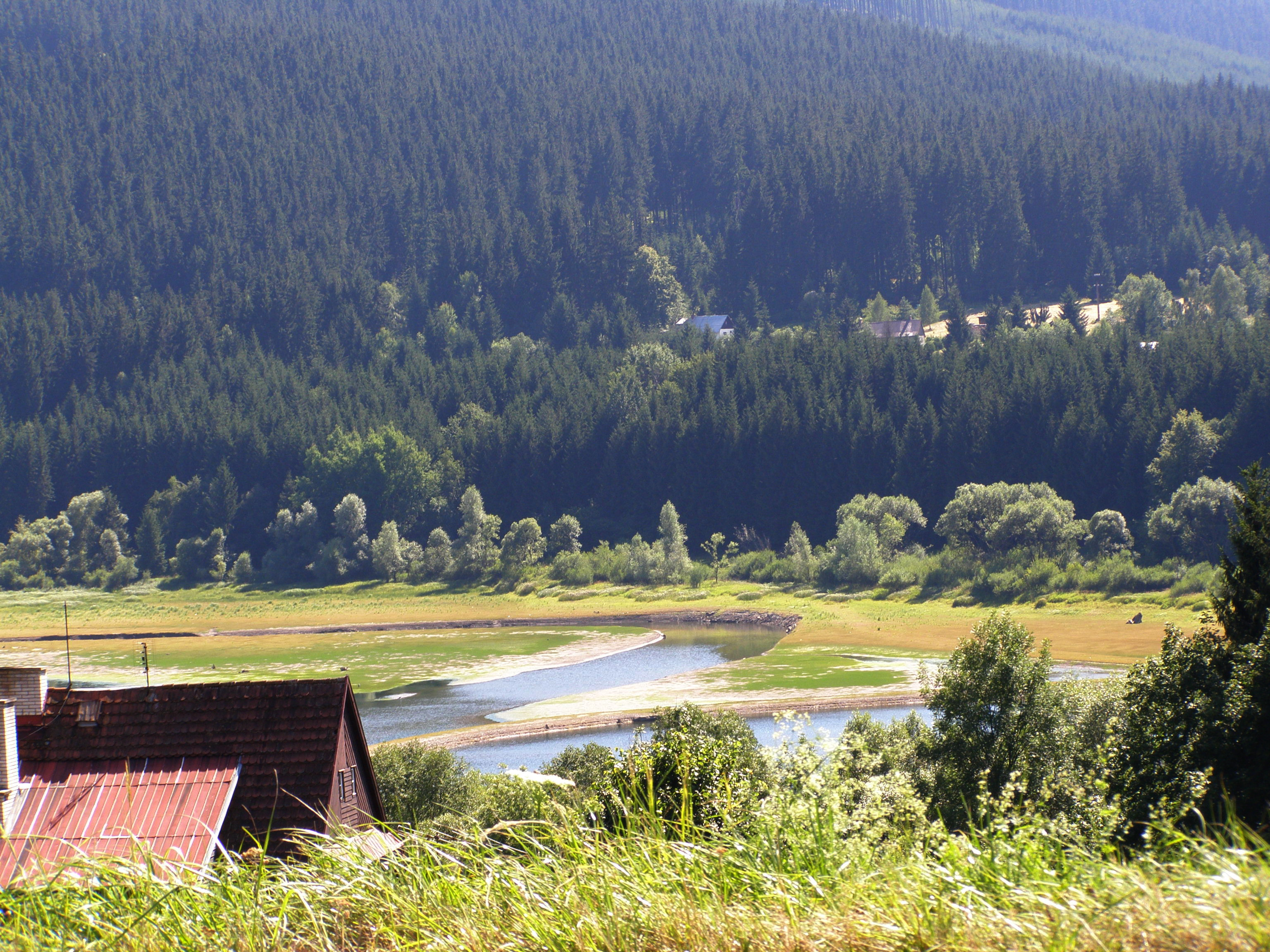
Teren wpływu Ostrawicy w Starych Hamrach